# Аблассер, Андреа
Андреа Аблассер (Andrea Ablasser; род. 1983, Бад-Фридрихсхалль, Германия) — немецкий учёный-медик, исследователь врождённого иммунитета. Доктор медицины, фул-профессор Федеральной политехнической школы Лозанны. Член Леопольдины (2022).

## Биография
Окончила по медицине Университет Людвига-Максимилиана (2008, при этом вошла в десятку лучших студентов Германии) и в 2010 году там же получила докторскую степень по клинической фармакологии — с диссертацией по иммунологии. Также училась в Массачусетском университете в Вустере (США) и практиковалась в Гарвардской медицинской школе; некоторое время провела в Оксфорде. Продолжила заниматься врождённым иммунитетом в Институте клинической химии и фармакологии Боннского университета (2011—2014). С 2014 года ассистент-профессор с постоянным контрактом Федеральной политехнической школы Лозанны. Проживает в деревушке неподалёку от города, вместе со своим женихом физиком Tobias Kippenberg. Избранный член EMBO.
Автор работ в Nature, Nature Reviews Immunology, Nature Immunology, Journal of Immunology.

## Награды и отличия
- Jürgen Wehland Prize, Helmholtz Centre for Infection Research (2013)
- Max von Pettenkofer Prize (2013)
- Paul Ehrlich and Ludwig Darmstaedter Prize for Young Researchers (2014)
- SNSF-ERC Starting Grant (2014)
- «Medical Research» Science Award, German GlaxoSmithKline Foundation (2014)
- Eppendorf Award for Young European Investigator (2018)[7][8]
- Nationaler Latsis-Preis[нем.] (2018)[9]
- Премия Вильяма Коли (2020)
- Highly Cited Researcher (2020)[5]
- Deutscher Krebspreis (2021)
- EMBO Gold Medal[англ.] (2021)
- Dr. Josef Steiner Krebsforschungspreis (2021)
- Paul-Martini-Preis (2023)
- Cloëtta Prize[англ.] (2024)
- NOMIS Distinguished Scientist and Scholar Award (2024)[5]
- Paul Ehrlich and Ludwig Darmstaedter Prize[англ.] (2025)